# 文公 (春秋燕)
文公（ぶんこう、生年不詳 - 紀元前549年）は、春秋時代の燕の君主。武公の後を受けて燕国の君主となった。在位6年。